# 尼古拉耶夫州
尼古拉耶夫州（羅馬化：Mykolaivska oblast），又按烏克蘭語名譯为米科拉伊夫州、梅科萊夫州、米科萊夫州，是烏克蘭南部的一個州，面臨黑海。面積24,598平方公里，人口1,108,394（2021年）。州府为尼古拉耶夫。

## 历史
根據格里高利·亞歷山德羅維奇·波坦金王子的命令，在因胡爾河口，在法列耶夫 米哈伊尔上校的領導下，於 1788 年建造了一個造船廠，並開始圍繞該造船廠建造城市。
1789 年 4 月 27 日被認為是新造船廠的成立日。
1790年，第一艘船從造船廠下水 - 46炮護衛艦“聖尼古拉斯”。他們為尼古拉耶夫建造大型帆船戰艦奠定了基礎，並確定了城市造船的主要產業。
尼古拉耶夫是根據伊萬·斯塔羅夫制定的計劃建造的。
長期以來，黑海艦隊的總部以及塞瓦斯托波爾和尼古拉耶夫的軍事長官都駐紮在尼古拉耶夫（這個職位傳統上由黑海艦隊和港口的總司令擔任）。在克里米亞戰爭期間，它成為主要的後方基地。在該市創建的大多數企業屬於軍工聯合體，在這方面，尼古拉耶夫幾十年來一直對外國人關閉。
1816年3月，阿列克謝·格雷格上將被任命為總督（“塞瓦斯托波爾和尼古拉耶夫軍事總督”） 。直到1833年，他一直在這個位置上，為尼古拉耶夫的安排做了很多工作。城市裡建立了港口設施，建立了信用社會，海上貿易更加活躍，出現了海洋大道，開始了城市照明工作，鋪設人行道，開設男女學校，並建造了避難所。1820年，格雷格在尼古拉耶夫建立了海軍天文台。1826 年，在俄羅斯艦隊的歷史上，他第一次在尼古拉耶夫建立了一個總部，其任務是在和平時期組織艦隊的戰鬥訓練，並在戰爭期間制定行動計劃。
從 1860 年到 1871 年，博格丹·馮·格拉澤納普是尼古拉耶夫的軍事長官。1862年，應他的要求，以最高命令在該市開設了一個商業港口，供外國船隻進入，並為外國人的到來和生活開放了這座城市。為此，在該市設立了外國領事館。這一切都為尼古拉耶夫轉變為大型貿易港口提供了動力。
早在19世紀末，尼古拉耶夫港的對外貿易量僅次於聖彼得堡和敖德薩，在以草原省份供應的糧食出口方面，位居全國第一。尼古拉耶夫本身成為俄羅斯帝國南部的一個大型工業中心。
1918-19年，尼古拉耶夫第一次經歷了外國軍隊的佔領。1920年，蘇維埃政權在這裡建立。
烏克蘭蘇維埃社會主義共和國赫爾松（1920年1月至12月）和尼古拉耶夫（1920-1922 年）省的中心。
苏德战争期间，尼古拉耶夫於1941年8月16日被佔領。在佔領期間，一個地下破壞組織“尼古拉耶夫中心”在尼古拉耶夫活動。1944年3月28日，烏克蘭第3方面軍的蘇軍和黑海艦隊的部隊在敖德薩行動期間從納粹軍隊手中解放了這座城市。在戰後時期，尼古拉耶夫成為蘇聯的造船中心之一。

## 地理
尼古拉耶夫州位于乌克兰南部，其面积占乌克兰总面积的4.07%。

## 行政区划
2020年7月18日乌克兰行政区划改革后，尼古拉耶夫州划分为4个区，每个区再划分为若干市镇。四个区为：
- 巴什坦卡區
- 尼古拉耶夫區
- 五一城區
- 沃茲涅先斯克區

2020年7月之前尼古拉耶夫州划分为19个区及5个州辖市。